# 杰西·华盛顿私刑事件

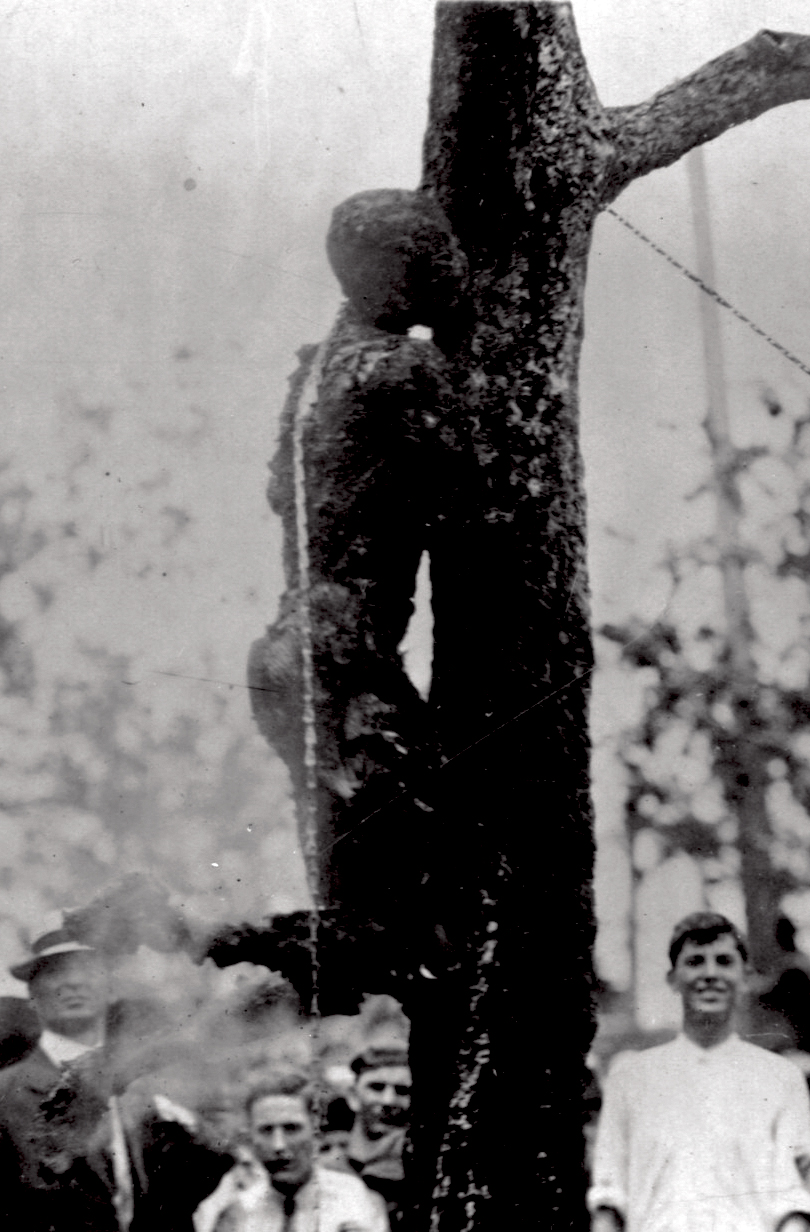
杰西·华盛顿烧焦的尸体吊在树上

1916年5月15日，非裔美国少年雇农杰西·华盛顿（Jesse Washington）在德克萨斯州韦科遭私刑处死，後來成爲美國种族主義者私刑的知名案例。华盛顿被控在德克萨斯州麦克伦南县羅賓遜的鄉間强奸并谋杀了白人雇主的妻子露西·弗赖尔（Lucy Fryer）。这起案件没有目击证人，但经麦克伦南县警长审讯后，他在供罪书上簽了字，还描述了藏匿凶器的地点。
华盛顿在韦科以谋杀罪名受审，法庭内满是愤怒的当地人，他当庭认罪并且很快就被判处死刑。死刑宣判后，华盛顿被旁聽者拖出法庭，并在韦科市政厅前遭私刑处死，有包括市政官员和警察在内的上万人赶来围观。现场还有庆祝活动的气氛，许多孩童都在午餐时间前来观看。暴徒将华盛顿阉割，切断他的手指和腳趾，再把他吊起来，下面点燃篝火。在大火上炙烤的两个小时里，他被放低并抬高数次，以便大火能够造成更严重的伤害。大火熄灭后，华盛顿已遭烧焦的躯干被拖着在镇内各处游行，还有部分尸块被当成纪念品出售。一位专业摄影师在事件发生期间拍下了许多照片，对私刑的过程提供了罕有的图像记录。这些照片还在韦科经打印后当成明信片出售。
许多韦科市民对这起私刑事件表示支持，但全美各地的报纸都对之表示谴责。美国全国有色人种协进会聘请伊麗莎白·弗里曼展开调查，在许多市民都不愿意谈及这起事件的情况下，她仍然在韦科进行了细致的探查。拿到弗里曼有关私刑的报告后，美国全国有色人种协进会的创始人之一、《危机》雜誌（The Crisis）主编W·E·B·杜波依斯在杂志上发表了深度报告，其中还附有华盛顿被烧焦的尸体照片，美国全国有色人种协进会也将华盛顿的死融入反私刑运动宣传。韦科当时已属进步的现代化城市，但这起私刑事件却表明这里仍然支持种族暴力，事件也被人稱為“韦科恐怖”（Waco horror）。韦科从此被冠上种族主义的恶名，该市的领导人在之后几十年里都努力制止暴力事件再度发生。历史学家指出，华盛顿的死有助于改变人们对私刑的看法，对事件的宣传也削弱了其群众基础，人们开始将私刑视为野蛮行径，而不再是司法正义可以接受的实现方式。20世纪末到21世纪初，部分韦科市民期望给这起私刑事件竖立纪念碑，但没能得到全市市民的广泛支持。

## 背景

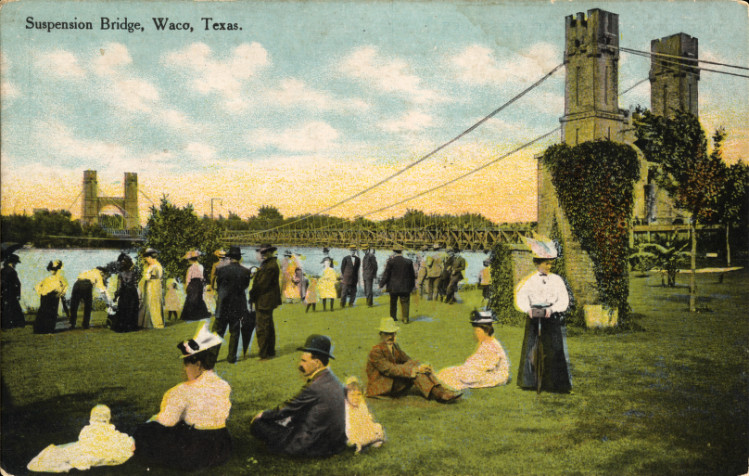
1911年的一張上色明信片，圖中表现出韦科人民期望把城市建设成田园般家园的期望。

19世纪末到20世纪初，美国东南部发生了大量私刑事件，其受害者中以乔治亚州、密西西比州和德克萨斯州的非裔美国人为主。从1890到1920年间，约有3000位非裔美国人被私刑处死，这些事件通常是由某起可能是由黑人犯下、受害者为白人的犯罪事件引发。私刑的支持者认为非裔美国人天生就有犯罪倾向，所以有理由通过这样的方式来将这一种族保持在受统治的状态下。在权力结构和人口比例不断变化的情况下，私刑也提供了一种白人团结一致的文化意识。虽然私刑在大部分南方社会都有相当的群众基础，但也有许多反对者出现，其中包括一些宗教领袖以及当时诞生不久的美国全国有色人种协进会。
1916年时，韦科是个人口超过3万的繁华城市。该市曾在19世纪因犯罪活动猖獗导致名声不佳，为了改变这一现状，该市官员派出代表前往美国各地，宣传这里是个如田园诗般的理想家园。到20世纪10年代时，韦科的经济已经得到蓬勃发展，城市名声也有大幅改观。这里出现了黑人中产阶级，还有两所黑人學院。10年代中期，黑人大概占到韦科人口的20%。新闻工作者帕特里夏·伯恩斯坦（Patricia Bernstein）在2006年对私刑的研究中指出，韦科当时已经逐渐有了安宁和体面的名声。但是，城内的种族关系一直很紧张，当地报纸经常强调非裔美国人犯下的罪行，1905年时，还有一位名叫桑克·梅杰斯（Sank Majors）的黑人被吊死在市中心附近的一座桥上。韦科生活有少数反私刑活动家，其中包括贝勒大学的校长。1916年时，有多个因素导致当地种族主义情绪攀升，例如宣传白人优越主义、美化三K党的电影《一个国家的诞生》的上映，以及德克萨斯州贝尔县坦普尔不久前私刑处死的一名黑人照片的销售。

## 谋杀和逮捕
1916年5月8日，德克萨斯州麦克伦南县的羅賓遜有一位名叫露西·弗赖尔的女子独自在家时遭到谋杀。她和丈夫乔治（George）都是英国移民，两人在此经营农场，是这片乡村非常受尊敬的人物。麦克伦南县警长塞缪尔·弗莱明（Samuel Fleming）很快得知了露西的死讯，他立即与一队执法人员、一群当地男子和一名医生展开调查。医生断定，露西是因头部受钝力损伤致死。当地男子怀疑17岁的黑人杰西·华盛顿是案件的罪魁祸首，他曾在弗赖尔夫妇的农场工作过5个月，其中一位当地人声称，自己在露西的尸首被人发现几分钟前看到华盛顿身处弗赖尔夫妇的房子附近。当晚，警长的手下前往华盛顿家，发现他穿着染有血迹的工装裤站在房前，面对警察的质问，他声称这些血迹是流鼻血造成的。杰西与双亲以及兄弟威廉（William）一起被带往附近的韦科接受治安部门审问，杰西的双亲以及威廉都很快就得到释放，但杰西还需要进一步受审。审问他的警官在报告中称，杰西否认与弗赖尔的死有关联，但对自己行为的细节陈述前后矛盾。开始有传闻称杰西在凶案发生数天前曾与一名白人发生争吵。
5月9日，弗莱明把华盛顿带到希尔县，以防出现私刑行动。希尔县警长弗雷德·隆（Fred Long）与弗莱明一起审问了华盛顿，这次华盛顿向两人供叙称，自己与弗赖尔因她的骡子而发生争吵，然后杀死了她，并在供叙中描述了凶器的藏匿地点。隆带着华盛顿前往达拉斯，弗莱明则返回羅賓遜并且很快就报告自己在华盛顿供叙的地点找到了带血的锤子。华盛顿在达拉斯口述了一份声明，供认强奸并谋杀了弗赖尔，并且签上了名字，韦科的报纸第二天就刊登了这份供罪书。报纸还对惨案作煽动性描写，称弗赖尔面对华盛顿的攻击曾竭力抵抗，但根据验尸医生的报告，她在能够反抗前就已遭杀害。韦科当晚有暴民集结，在当地监狱搜寻，之后因没有找到华盛顿而自行散去，但当地一家报纸还是称赞了这一做法。这天晚上当地还为露西·弗赖尔举行了小规模的私人葬礼。
5月11日，麦克伦南县组建了大陪审团，并且很快就做出裁决起诉华盛顿，庭审定于5月15日举行。《韦科论坛先驱报》（Waco Tribune-Herald）于5月12日发表声明，请求市民让司法制度决定华盛顿的命运。5月13日，弗莱明前往羅賓遜，请求居民保持冷静，他的讲话得到了良好的评价。指派给华盛顿的几位律师都没有什么经验，他的律师甚至没有准备辩护，还指出自己的当事人在庭审前的日子里表现平静。

## 审判和私刑

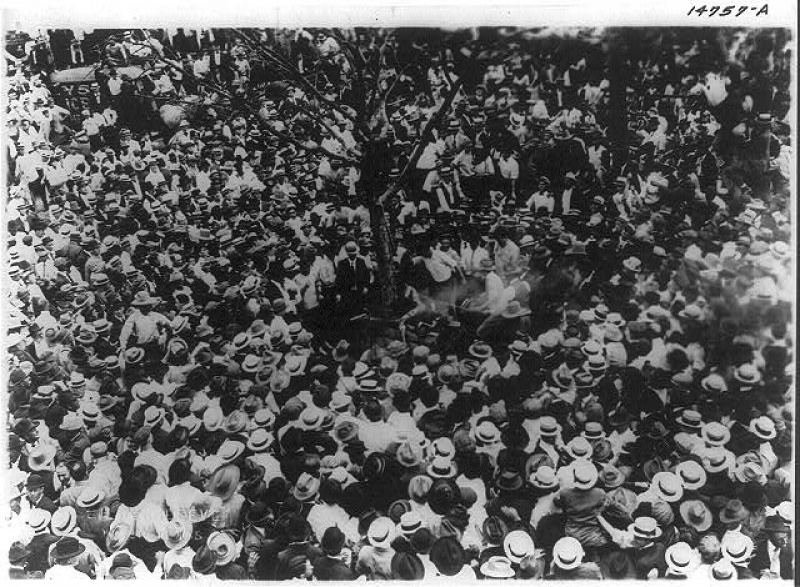
众人准备将华盛顿私刑处死

5月15日早上，韦科法院迅速挤满了旁听者，拥挤的人群几乎导致部分陪审员都无法进入。法院周围的走道也站满了看客，现场有超过2000人围观。这些人中绝大多数是白人，但韦科的黑人社区也有少数人默不作声地在场。华盛顿走进法庭时，一位观众用枪指着他，但很快就被制服。庭审开始后，法官试图维持秩序，要求观众保持安静。陪审员的挑选过程很快就完成了，辩方没有质疑检方的任何人选。伯恩斯坦的研究中指出，这场审判有一种“袋鼠法庭般的氛围”。
法官询问华盛顿是否认罪，然后说明了量刑范围。华盛顿喃喃回应，他说的可能是“是的”，法院认为这相当于认罪。检方描述了控罪，法院再听取了执法人员和为弗赖尔验尸医生的证词。医生解释了受害人的死因，但没有提及她是否曾受到强奸。检方陈述和举证完结后，华盛顿的律师问起当事人是否犯下这一罪行。他回答“是我幹的”（That's what I done）并且静静地致歉。首席检察官向法庭陈辞，宣布这是一场公正的审判，现场的人群也随之欢呼。陪审团随即进入审议阶段。

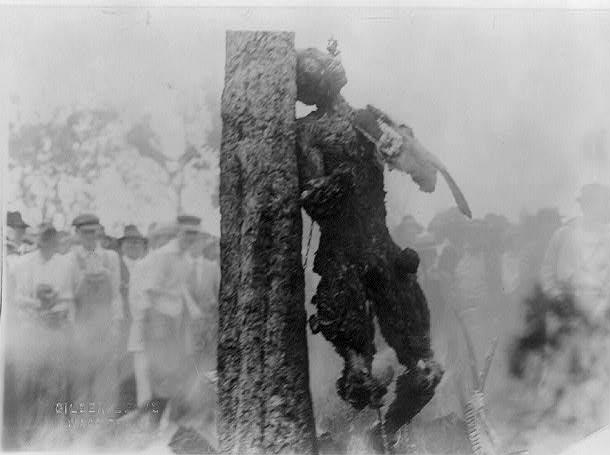
华盛顿的尸体被吊了起来

经过4分钟的审议，陪审团裁决被告谋杀罪名成立并判处死刑，整个庭审过程持续了约1小时。法警上前护送华盛顿离开，但被冲上前来的观众推开，他们抓住华盛顿后将他拖出法庭。华盛顿起初试图反抗，咬了其中一人，但很快遭到殴打。他的脖子上被缠上铁链，越来越多的暴民把他拖向市政厅，他在这一路上被人剥掉衣裤，还被刺伤，遭到钝器的反复殴打。众人将他拖到市政厅前时，已经有另一群人在一棵树旁放置了一堆木头准备点燃篝火。华盛顿这时满身是血且已进入半昏迷状态，暴徒在他身上浇上油，用铁链把他吊在树上，然后又放低到地面，暴民切断了他的手指、脚趾和生殖器。大火点燃后，华盛顿被反复拉起再又放入火中，直到他被烧死。德国学者曼弗雷德·贝格（Manfred Berg）认定，刽子手试图让华盛顿尽可能活得久一点，以求增加他的痛苦。华盛顿还曾试图沿铁链爬上去，但由于没有手指而无法办到。大火在两小时后熄灭，一旁的看客于是在灰烬中收集纪念品，例如华盛顿的骨头和铁链的链条。一位旁观者拿到了华盛顿的部分生殖器，还有一群孩童从华盛顿的嘴里把牙齿掰出来作为纪念品销售。大火熄灭时，华盛顿的手臂和脚已有部分被烧没了，他的躯干和头部也被烧焦。暴民把他的尸体从树上解下绑在马后，在镇上各处拖行。华盛顿的遗骨之后运到羅賓遜进行公开展示，直到一位警官之后将尸体收集起来掩埋。

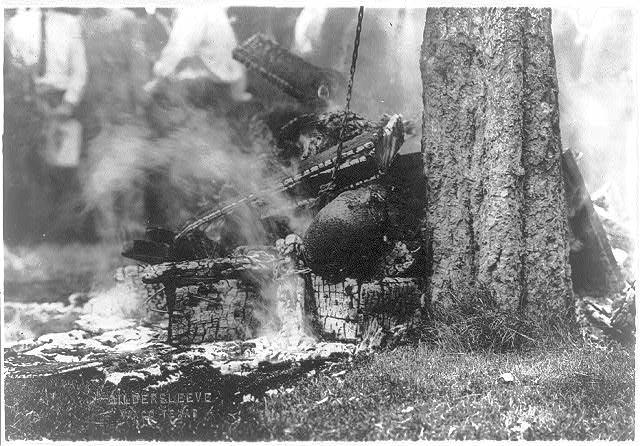
大火灰烬中杰西·华盛顿烧焦的尸体

虽然私刑在德克萨斯州是违法行为，但这次私刑过程却吸引了包括市长和警察局长在内的大量人群围观。警长弗莱明告诉手下无需制止私刑活动，事后也没有任何人被捕。伯恩斯坦推測警长的做法是为了表现出严厉打击犯罪的立场，为这年竞选连任增加胜算。市长约翰·道林斯也有可能是因相信这样一场私刑会对自己的政治前途产生正面影响而鼓励了暴民的行径。聚集的人群最多时达到1.5万人，电话使得私刑的消息得以更快传播，让看客能够以更快的速度聚集。当地媒体报道称华盛顿被焚烧时可以听到人群“喜悦的欢呼”，但也指出一些在场者并不认同其他人的做法。《韦科半周论坛报》（Waco Semi-Weekly Tribune）声称有一定数量的韦科黑人居民在场旁观，但弗吉尼亚大学历史学家格雷斯·黑尔（Grace Hale）对这一说法表示质疑。暴民中绝大多数都是韦科市民，与生活在乡村的弗赖尔一家没有任何关系。附近一些农村社区的居民在庭审开始前就赶来韦科，以求目睹这一事件。私刑是在中午进行，所以当地学校的孩子们也走到市中心观看，还有人爬到树上以便看得更清楚。许多家长都允许孩子前去围观，希望借此增强对白人优越主义的信仰。一些德州人还把参与私刑视为年轻男性的成年礼。

## 余波

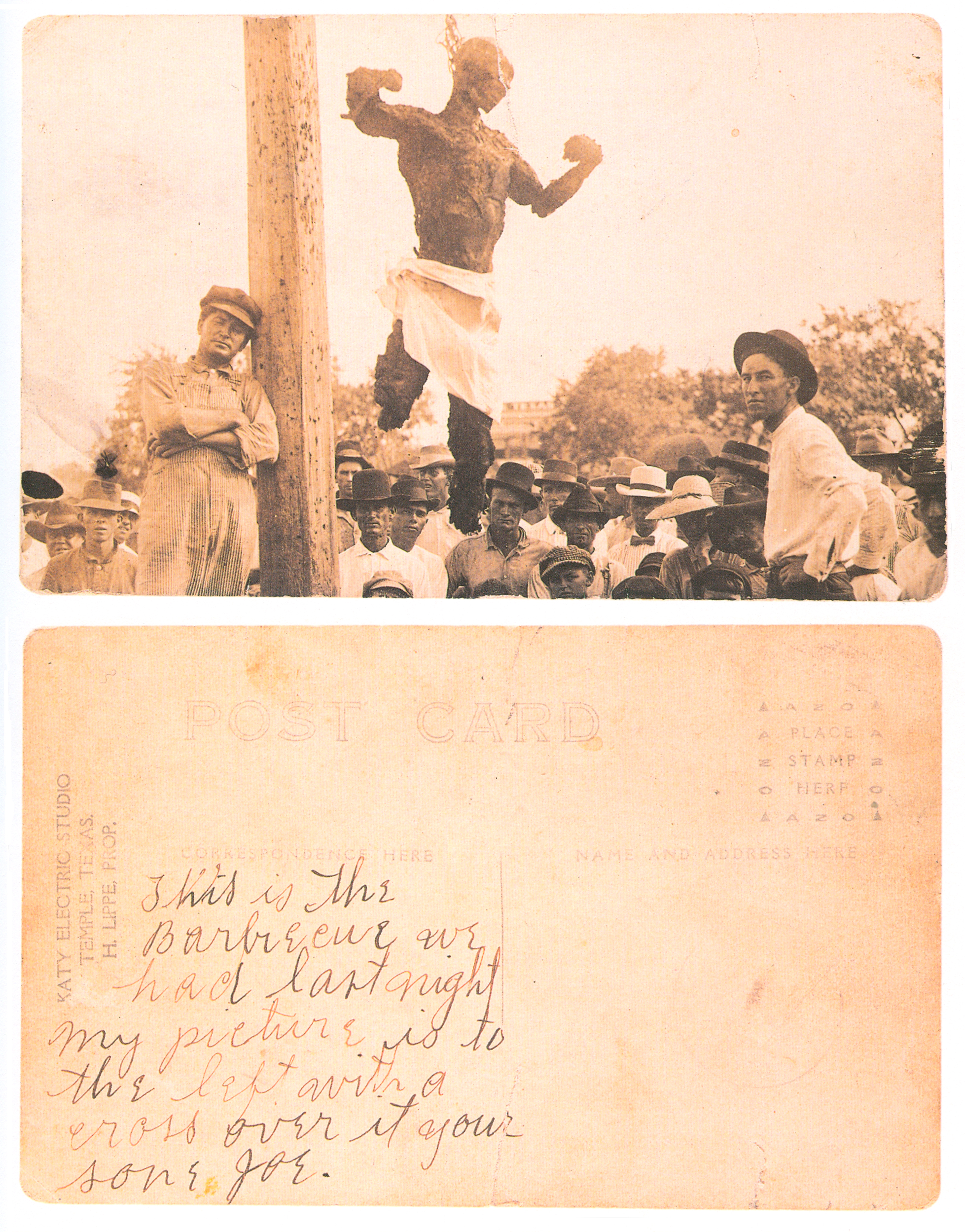
在羅賓遜展示的一张明信片，与事件发生地点韦科距离约11公里。明信片背面上书：“这是我们昨晚的烤肉聚会，我是左边头上画有十字的人。你的儿子，乔伊。”

弗雷德·吉尔德斯里夫（Fred Gildersleeve）是韦科的一位专业摄影师，他在私刑开始前不久到达市政厅（可能是应市长之邀），拍摄记录下这起事件。其他大部分有关私刑的照片都只拍到已经死亡的受害者，但吉尔德斯里夫的照片却提供了对私刑过程的罕有描绘。这些照片有些可能是由助手拍摄，其中既有以大楼为视角拍摄的人群，也有华盛顿尸体的特写。吉尔德斯里夫还制作了许多明信片，其上印有青少年聚集在华盛顿的尸体周围，有些还只有12岁。照片中的人没有试图隐瞒自己的身份，贝格认为这些人愿意被拍下照片说明他们知道没有任何人会因华盛顿的死而受起诉。一些韦科市民把明信片寄给外地的亲戚，但也有多位有名望的当地居民劝吉尔德斯里夫不要再销售明信片，担心这些影像会变成城市的象征。
私刑发生后，多家报社严厉谴责了这起事件，有关这次私刑的新闻在一个星期内就传到了大洋彼岸的伦敦。《纽约时报》在社论中称，一个人就这样在大街上被活活烧死，这个城市的居民反而欢欣喜庆，甚至没有假装自己是文明人，体现出其野蛮程度非其他任何地方能及。詹姆斯·韦尔登·约翰逊（James Weldon Johnson）在《纽约时代》（New York Age）上撰文称，执行这起私刑的暴民“比现在地球上的其他任何居民都要低等”。
虽然许多南方报纸此前曾辩称私刑是文明社会的一道防线，但在华盛顿死后，他们没有再沿用这样的说法。《蒙哥马利广告报》（Montgomery Advertiser）写道：“没有任何野蛮人的行径能够……比那些参与这一可怕到几乎令人无法相信事件的人们……更加残忍”。德克萨斯州的《休斯敦纪事报》和《奥斯汀美国报》（Austin American）批评了参与私刑的暴民，但仍对韦科有较高评价。《达拉斯晨报》（Morning News）报道了这起事件，但没有发表相应社论。《韦科论坛先驱报》没有针对私刑事件发表社论。《韦科晨报》（Waco Morning News）简要表明不支持这一私刑，不过该报更多的是在针对那些他们认为在批评韦科上有欠公允的报纸作出反击，称这些谴责私刑的社论都是一些“我比你圣洁”（Holier than thou）式的言论。《韦科半周论坛报》发文为私刑辩护，称华盛顿活该受死，并且黑人应该将他的死视为打击犯罪的警告。该报之后还刊登了《休斯敦邮报》（Houston Post）一篇谴责私刑的社论，称该专栏是针对韦科的攻击的组成部分。
一些韦科市民也谴责了这起私刑事件，其中包括地方官员和贝勒大学的领导人。主持华盛顿案庭审的法官之后称参与私刑的暴民是“杀人犯”，陪审团主席也在之后向美国全国有色人种协进会表示他不赞同这些人的行径。一些目睹私刑过程的人之后受到长期噩梦和心理创伤的困擾。少许市民打算就反对私刑举行抗议活动，但之后还是因为担心遭到报复或是太显虚伪而没有这么做。事件发生后，市政官员坚称只是少数心怀不满者参与了私刑，韦科的许多历史记录也坚持这一论断，但这些说法都与照片证据相冲突。道林斯和警察局长约翰·麦克纳马拉（John McNamara）都没有因这起事件受到负面影响，虽然他们都没有试图阻止暴行，但两人在韦科仍然备受尊敬。与以往的同类案件相似，没有任何人因参与这次私刑而受到起诉。
韦科的黑人社区领袖曾公开对弗赖尔的家人表示慰问，但他们只敢在私底下批评华盛顿私刑事件。位于休斯敦的全黑人学府保罗奎因学院开办的《保罗奎因周报》（Paul Quinn Weekly）是其中少有的例外，该报刊登了多篇文章批评私刑暴徒和城市官员。其中一篇文章还声称杰西·华盛顿是无辜的，杀人的是受害者的丈夫乔治·弗赖尔。该报主编·史密斯（A. T. Smith）之后被判诽谤罪名成立。乔治也以诽谤罪名起诉保罗奎因学院，他的激烈言辞导致部分羅賓遜居民怀疑他的确与夫人的惨死有关。伯恩斯坦认为乔治“不大可能”会与妻子的死有什么直接联系，但也认为他可能因此存在一定程度的愧疚感。

## 美国全国有色人种协进会的调查和宣传

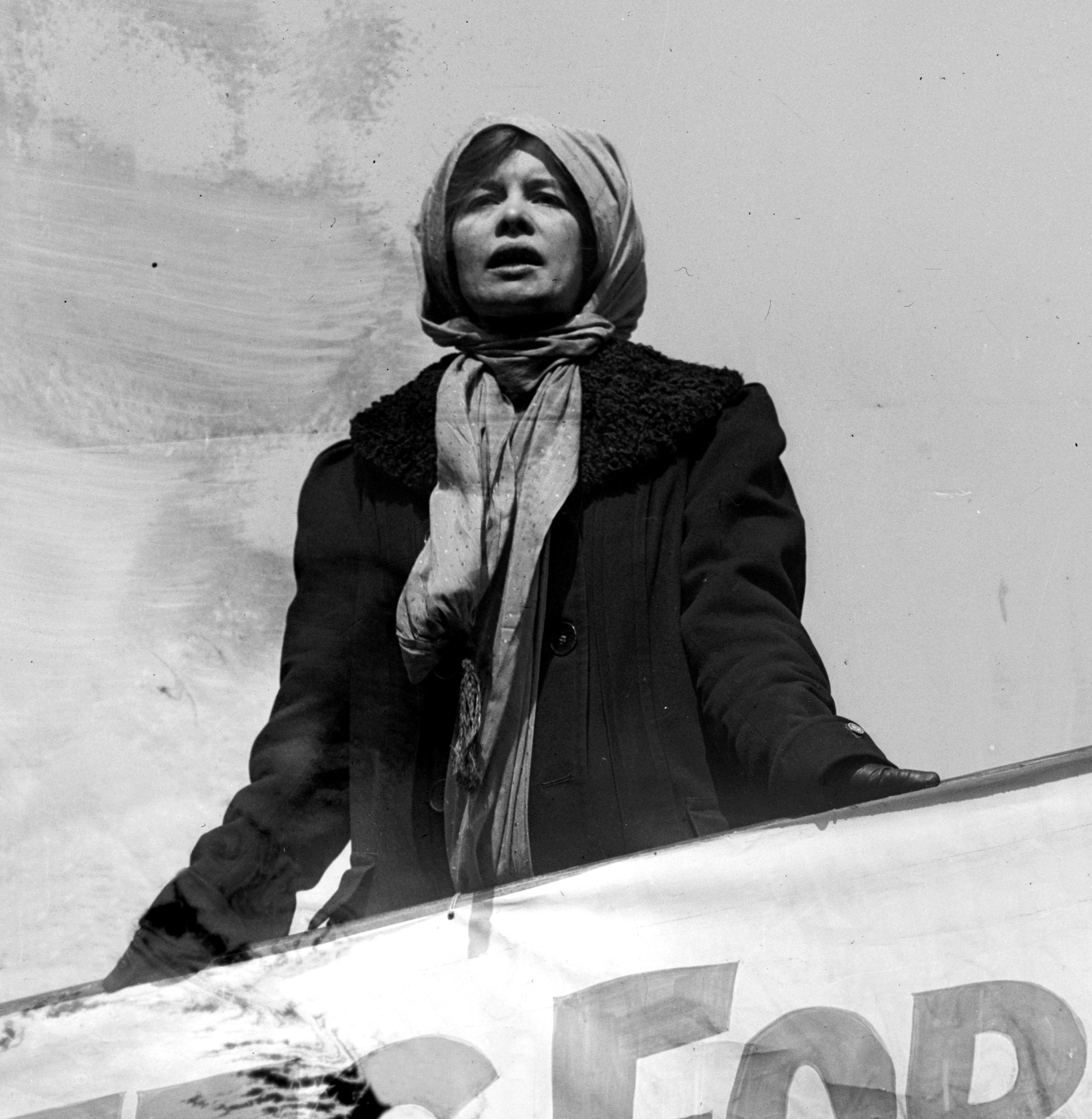
伊丽莎白·弗里曼（摄于1913年）

美国全国有色人种协进会聘请了来自纽约市的女性参政权活动家伊丽莎白·弗里曼调查这起私刑事件，她曾于1915年末或1916年初前往德克萨斯州，帮助那里组织妇女参政运动。5月上旬在达拉斯出席一次会议后，弗里曼前往韦科，自称记者并试图就私刑事件进行采访，但却发现几乎所有市民都不愿谈及这一事件。她与多位市政官员有过面谈，还找到了吉尔德斯里夫，后者起初不愿意向她提供自己拍摄的照片，但之后还是改变了主意。弗里曼也有为自己的人身安全担忧，但她也很喜欢这次调查带来的挑战。与市政官员交谈期间，弗里曼让他们相信自己计划回到北方后为韦科辩护。一些新闻工作者很快开始对她的行为起疑，并告诫市民不要和外人交谈，不过当地的非裔美国人还是对她予以热烈欢迎。
弗莱明和案件主审法官都曾与弗里曼交谈，两人都称自己不应由于这起私刑受到怪责。一位认识华盛顿的教师告诉弗里曼，华盛顿是文盲，之前曾试过学习，但徒劳无功。弗里曼在结论中认为，白人市民普遍支持将华盛顿私刑处死，但有许多人对其尸体仍要遭受摧残感到不满。她还认定为首的暴民中有一名瓦工、一位沙龙店主，以及一家制冰公司的多名雇员，不过美国全国有色人种协进会并没有公开指认这些人。弗里曼还在总结中认为弗赖尔的确是华盛顿所杀，原因是她盛气凌人的态度。
W·E·B·杜波依斯对私刑事件感到非常愤怒，称“只要韦科的私刑有可能在美国发生，任何基督教的胜利和人类文化的传播都只能是空谈”。收到弗里曼的报告后，他把华盛顿尸体的照片放到自己主编的《危机》杂志封面，并在其中探讨了这起事件。这期以《韦科恐怖》（The Waco Horror）为题的杂志于7月发表，之后跟随着8页文章作补充说明。杜波依斯以“韦科恐怖”为华盛顿的私刑事件命名，《休斯敦纪事报》和《纽约时报》都曾用“恐怖”（Horror）一词形容这起事件。1916年，《危机》的发行量约为3万，相当于美国全国有色人种协进会当时成员数量的三倍。该杂志之前就曾刊登过反对私刑的内容，但这一期却是首次包含有事件的真实照片。美国全国有色人种协进会的董事会起初对发表这样一张照片感到犹豫，但杜波依斯坚持要这样做，理由是不受审查的报道可以推动美国白人支持变革。除图片以外，这期杂志还包含弗里曼从韦科市民那里获取的许多有关私刑的信息。《危机》上有关这起私刑事件的文章由杜波依斯亲自执笔，他还编辑并调整了弗吉曼的报告用于出版，但这期杂志上没有标出她的名字。文章最后号召读者支持反私刑运动。美国全国有色人种协进会向数以百计的报纸和政治家发放了这份报告，这一做法使得私刑受到更大范围的谴责。许多白人对南方居民庆祝私刑的行径感到不安，《危机》还在之后的几期杂志中刊登了更多私刑的照片，并且华盛顿的死也是该杂志长期的讨论话题。奥斯瓦尔德·加里森·维拉德（Oswald Garrison Villard）在之后的一期杂志上写道，“韦科发生的罪行是对我们美利坚文明的挑战”。
其它多家黑人报纸都对这起私刑事件进行了大量报道，包括《新共和》在内的多家自由派报纸也是如此。弗里曼周游全美，向人们讲述自己的调查经过，坚信舆论的转变将取得比立法行动更大的成就。虽然还有其他多起私刑事件像华盛顿所遭遇的一样残忍，但只有这起事件因拥有大量图片纪录而造成轰动。美国全国有色人种协进会的领导人期望能够针对造成华盛顿死亡的罪魁祸首提出起诉，但之后考虑到这一计划所需要的成本而放弃。
这一时期的美国全国有色人种协进会曾在经济上苦苦挣扎。其反私刑宣传虽然在筹集资金上获得了一些成功，但资金数额仍随着美国加入第一次世界大战而缩减。该组织主席乔·埃·斯宾加恩（Joel Elias Spingarn）之后表示，他们在宣传活动中让“公众把私刑理解成一个全国性的问题”。伯恩斯坦则在2006年针对私刑的研究中指出，这次反私刑运动是“一场将持续多年的战斗最基本的开始”。
美国的私刑事件数量在20世纪10年代末有所增加。韦科在20世纪20年代也发生了更多的私刑，这部分是因为三K党死灰复燃。但到了20年代末，韦科当局已经开始保护黑人免受私刑伤害，罗伊·米歇尔（Roy Mitchell）就是其中一个典型的例子。当地政府担心，因私刑事件产生的负面影响会像美国全国有色人种协进会在华盛顿死后进行的宣传活动那样导致他们吸引投资的努力徒劳无功。美国全国有色人种协进会在宣传中努力把私刑描述成野蛮行径，这种理念最终成功地在公众心目中扎下了根。派翠西亞·伯恩斯坦（Patricia Bernstein）认为，该组织的努力最终在结束韦科地区“种族主义体制最恶劣的公共暴行”上起到了积极作用。

## 分析和后续影响
2011年，弗雷德·贝格认为华盛顿可能谋杀了弗赖尔，但对他是否有强奸受害人表示怀疑。同年，南佛罗里达大学的朱莉·阿姆斯特朗（Julie Armstrong）认为华盛顿可能在两项控罪上都是无辜的。伯恩斯坦指出，华盛顿的犯罪动机始终没有确定，她还认为被告可能是被迫作出有罪供述，而或许是指控他最有力证据的凶器也有可能是由当局陷害。
伯恩斯坦表示，华盛顿遭私刑处死一事拥有独特性，因为事件发生的城市有着进步的声誉，同时又有成千上万对残忍的折磨感到兴奋的看客，类似的群体暴力事件通常发生在较小的城镇，并且旁观者的数量也比较少。罗文大学的威廉·卡里根（William Carrigan）认为，德克萨斯中部在华盛顿遭私刑之前的数十年里已经有了美化报复性群体暴力的文化，这种暴力文化也说明了为什么这样的野蛮行径会得到公开的庆祝。黑尔指出，华盛顿的死标志着私刑实践的转变，表明这一行径在20世纪的现代城市仍然得到接纳。她认为华盛顿的私刑事件还说明，像电话以及廉价拍照这样的技术创新是如何方便了私刑暴徒的行为，同时也增强了整个社会对于他们行径的谴责。
彼得·艾林豪斯（Peter Ehrenhaus）和苏珊·欧文（A. Susan Owen）在2004年对私刑进行的研究中将私刑与血祭相比较，称韦科市民在华盛顿死后感觉到了一种集体性的正义感，觉得正义得到了伸张，因为他们将他视为社会中存在的邪恶化身。伯恩斯坦把私刑暴民的群众暴力与中世纪时英国对被判叛国罪的人施以英式车裂的做法相比较。
伊利诺伊州立大学的艾米·路易丝·伍德（Amy Louise Wood）称，这起事件是“私刑历史上的关键时刻”，随着华盛顿的死，“私刑开始播下自己崩溃的种子”。伍德认为，暴民袭击的场面曾令白人优越主义受益，但在华盛顿的死得到公开宣传后，反私刑运动将出于种族动机的暴力行为照片纳入到了他们的宣传活动中。卡里根指出，华盛顿的死可能比美国发生的其他私刑事件吸引到了更多的公众关注，他将这起事件视为“德克萨斯中部群体暴力史上的转折点”。虽然事件引起的强烈抗议并没有给这些行为划上句号，但仍然令那些支持这类行径的城市官员不会再得到公众的支持。卡里根认为，在1993年的韦科惨案以前，这起私刑事件是“德克萨斯中部历史上最臭名昭著的一天”。
德克萨斯中部的私刑行径受到压制后，当地的历史学家却没有对其加以多少关注。但是，韦科的声誉因此蒙上了种族主义的污名，这一声誉又在一定程度上因美国历史教科书而得到进一步传播，让该市的白人市民深感苦恼。私刑事件发生后的多年里，非裔美国人经常对韦科抱以蔑视，有些甚至把1953年韦科龙卷风爆发看作天谴。韦科的白人领袖面对民权运动期间的示威活动采取了非暴力的态度，可能就是希望避免再次让这个城市蒙受骂名。
蓝调音乐家萨米·普莱斯（Sammy Price）录制了一曲《犹豫蓝调》（Hesitation Blues），其中就意指了华盛顿私刑事件。普莱斯小时候曾在韦科生活，时间上可能正是华盛顿死亡的时期。韦科小说家麦迪逊·库柏（Madison Cooper）在1952年的小说《德州塞隆尼亚》（Sironia, Texas）中提及的私刑事件可能就是以华盛顿之死为基础。
20世纪90年代，韦科市议员劳伦斯·约翰逊（Lawrence Johnson）在美国国家民权博物馆看到这一私刑事件的照片，然后就开始展开游说，希望为私刑事件竖立纪念牌。2002年，另一位市议员莱斯特·吉布森（Lester Gibson）在华盛顿受审的法院增加一块牌匾。他还进一步要求在牌匾上表明城市的歉意。这些想法经过了讨论，但都没有结果。时间进入21世纪后，麦克伦南县的一位县委员以及韦科商会又一次提议对事件进行纪念，《韦科先驱论坛报》发表社论表示支持在当年华盛顿遭私刑处死的地点增加一个历史性的标志。不过，弗赖尔的部分后代对这一纪念提议表示反对。

## 脚注
1. 1 2  SoRelle 2007，第183–184頁.
2. ↑  Carrigan 2006，第179頁.
3. ↑  Bernstein 2006，第11–13頁.
4. 1 2 3  Wood 2009，第179–180頁.
5. ↑  Carrigan 2006，第171–172頁.
6. ↑  Bernstein 2006，第21頁.
7. ↑  Bernstein 2006，第80頁.
8. ↑  SoRelle 2007，第185頁.
9. ↑  Bernstein 2006，第88–89頁.
10. 1 2 3  SoRelle 2007，第185–186頁.
11. 1 2 3  Bernstein 2006，第90頁.
12. ↑  Bernstein 2006，第92頁.
13. ↑  SoRelle 2007，第186–187頁; Berg 2011，第102頁.
14. 1 2 3  SoRelle 2007，第186–187頁.
15. ↑  Hale 1998，第215頁.
16. ↑  Bernstein 2006，第93–94頁.
17. ↑  Bernstein 2006，第101–102頁.
18. ↑  Bernstein 2006，第101頁.
19. ↑  Bernstein 2006，第100頁.
20. ↑  Bernstein 2006，第102頁.
21. ↑  SoRelle 2007，第188頁; Waldrep 2009，第66–67頁.
22. 1 2 3  SoRelle 2007，第188–189頁.
23. ↑  Bernstein 2007，第63頁.
24. 1 2 3 4 5 6  SoRelle 2007，第189–191頁.
25. ↑  Bernstein 2006，第106頁.
26. ↑  Bernstein 2006，第108頁.
27. ↑  SoRelle 2007，第189–191頁; Carrigan 2006，第1頁.
28. ↑  Berg 2011，第103頁.
29. ↑  Carrigan 2006，第2頁.
30. ↑  DuRocher 2011，第124頁.
31. ↑  SoRelle 2007，第189–191頁; Waldrep 2009，第67頁.
32. ↑  Berg 2011，第103–104頁.
33. ↑  Bernstein 2006，第85頁.
34. 1 2 3  Wood 2009，第181頁.
35. ↑  DuRocher 2011，第113頁.
36. 1 2  Hale 1998，第216頁.
37. ↑  Wood 2009，第66頁.
38. ↑  Hale 1998，第217頁.
39. ↑  Hale 1998，第217頁; Bernstein 2006，第111頁.
40. ↑  SoRelle 2007，第189–191頁; DuRocher 2011，第104頁.
41. ↑  DuRocher 2011，第114 & 119頁.
42. 1 2  Carrigan 2006，第187頁.
43. ↑  Wood 2009，第179頁.
44. ↑  Bernstein 2006，第3頁.
45. ↑  Wood 2005，第395頁.
46. ↑  DuRocher 2011，第109–110頁.
47. 1 2 3  Berg 2011，第104頁.
48. 1 2 3  Apel 2004，第31–32頁.
49. 1 2  Wood 2009，第180頁.
50. ↑  Bernstein 2006，第130頁.
51. ↑  Bernstein 2006，第131頁.
52. ↑  Hale 1998，第220頁.
53. ↑  Carrigan 2006，第190頁.
54. ↑  Bernstein 2006，第11頁; SoRelle 2007，第191–193頁.
55. ↑  Bernstein 2006，第127頁.
56. 1 2  Bernstein 2006，第142–144頁.
57. 1 2  Carrigan 2006，第189頁.
58. ↑  Wood 2009，第181頁; SoRelle 2007，第195頁; Bernstein 2006，第181頁.
59. ↑  Bernstein 2006，第124–126頁.
60. ↑  Bernstein 2006，第146頁.
61. ↑  Hale 1998，第363頁; Carrigan 2006，第193頁.
62. ↑  Bernstein 2006，第200頁.
63. ↑  SoRelle 2007，第192–193頁.
64. 1 2 3  Bernstein 2006，第165頁.
65. ↑  Waldrep 2009，第68頁; Bernstein 2006，第62–63頁.
66. ↑  Waldrep 2009，第68頁; Bernstein 2006，第76–77頁.
67. ↑  Waldrep 2009，第68頁; Wood 2009，第180–182頁.
68. 1 2  Bernstein 2006，第140–141頁.
69. ↑  Bernstein 2006，第144頁.
70. ↑  Bernstein 2006，第155頁.
71. ↑  Rice 2003，第7頁.
72. ↑  Hale 1998，第216頁; Blumenthal 2005.
73. ↑  Carrigan 2006，第191頁.
74. ↑  Wood 2009，第180–182頁.
75. ↑  Modernist Journals Project.
76. ↑  Bernstein 2006，第129頁.
77. 1 2  Bernstein 2006，第60頁.
78. 1 2  Francis 2011，第58–60頁.
79. ↑  Rice 2003，第8頁.
80. 1 2  Bernstein 2006，第159–161頁.
81. ↑  Bernstein 2006，第162頁.
82. ↑  Bernstein 2006，第130 & 135頁.
83. ↑  SoRelle 2007，第197–198頁.
84. ↑  Zangrando 1980，第30頁.
85. ↑  SoRelle 2007，第197–198頁; Bernstein 2006，第169頁.
86. ↑  Armstrong 2011，第114頁.
87. ↑  Bernstein 2006，第174頁.
88. ↑  Bernstein 2006，第173頁.
89. ↑  Bernstein 2006，第182頁.
90. ↑  Carrigan 2006，第196頁.
91. ↑  Bernstein 2006，第178–179頁.
92. 1 2  Carrigan 2006，第14頁.
93. ↑  Bernstein 2006，第191頁.
94. ↑  Berg 2011，第102頁.
95. ↑  Armstrong 2011，第60頁.
96. ↑  Bernstein 2006，第96頁.
97. ↑  Bernstein 2006，第5頁.
98. ↑  Nevels 2007，第9–10頁.
99. ↑  Hale 1998，第221頁.
100. ↑  Ehrenhaus & Owen 2004，第286頁.
101. ↑  Bernstein 2006，第119頁.
102. 1 2  Wood 2009，第181–183頁.
103. ↑  Carrigan 2006，第185頁.
104. ↑  Carrigan 2006，第1頁.
105. ↑  Carrigan 2006，第192頁.
106. ↑  Carrigan 2006，第198頁.
107. ↑  Carrigan 2006，第206頁.
108. ↑  Gussow 2002，第62–64頁.
109. ↑  Carrigan 2006，第194–195頁.
110. ↑  Bernstein 2006，第3–5 & 200頁.
111. ↑  Bernstein 2006，第199–200頁.
112. ↑  Moreno 2006; Bernstein 2006，第3–5 & 200頁.
113. ↑  Moreno 2006; Blumenthal 2005.

## 扩展阅读
- Du Bois, W. E. B.  (PDF). The Crisis (Archived by the Modernist Journals Project). 1916-07, 12 (Supplement to no. 3): 1–8  [2014-09-04]. （原始内容 (PDF)存档于2013-04-01）. ()
- Goodwyn, Wade. "Waco Recalls a 90-Year-Old 'Horror' （页面存档备份，存于）." National Public Radio. 2006-05-13. (Transcript of radio story （页面存档备份，存于）)